# Giorgetto Giorgi
Giorgetto Giorgi (Pavia, 18 novembre 1939) è un critico letterario italiano esperto di letteratura francese.

## Biografia
Dopo aver compiuto gli studi scolastici a Parigi, si trasferisce in Italia con la famiglia e si laurea in filosofia all’università di Pavia nel 1962. Dal 1962 al 1971 è assistente (prima volontario, poi di ruolo) della francesista Lorenza Maranini, autrice di uno dei primi libri sull’opera di Marcel Proust. Nel 1971 consegue la libera docenza in “lingua e letteratura francese”. Dal 1971 al 1976 è professore incaricato di "storia della lingua francese" nella facoltà di lettere e filosofia dell’università di Pavia. Nel 1976, dopo aver vinto il concorso a cattedra, è chiamato dalla facoltà di magistero dell’università di Torino a ricoprire, in qualità di professore straordinario, la cattedra di “lingua e letteratura francese”, come successore di Mario Bonfantini. Nel 1979 torna a Pavia come professore ordinario di "lingua e letteratura francese" (poi, a decorrere dal 2001, di "letteratura francese") della facoltà di lettere e filosofia dell’ateneo di quella città. Ricoprirà tale cattedra fino al 2010. Dal 1981 al 1999 è stato preside della facoltà di lettere e filosofia dell’università di Pavia, e dal 1988 al 1991 pro-rettore vicario dello stesso ateneo. Dal 2012 è professore emerito. 
Dal 1999 al 2004 è stato presidente della "Società universitaria per gli studi di lingua e letteratura francese Archiviato il 9 luglio 2021 in Internet Archive."; è direttore responsabile della rivista Il confronto letterario. Quaderni di letterature straniere moderne e comparate dell’università di Pavia; è membro d’onore della "Società universitaria per gli studi di lingua e letteratura francese"; è socio del "Seminario di filologia francese"; è membro del "Gruppo di studio sul Cinquecento francese"; è membro effettivo dell’"Istituto lombardo accademia di scienze e lettere"; è chevalier dans l’ordre des Palmes académiques; è membro corrispondente per l’Italia della "Société d’histoire littéraire de la France".
Nel 2014 è stato pubblicato in suo onore un volume collettaneo, che comprende 48 contributi di amici e colleghi: Par les siècles et par les genres. Mélanges en l’honneur de Giorgetto Giorgi.

## Principali centri di interesse

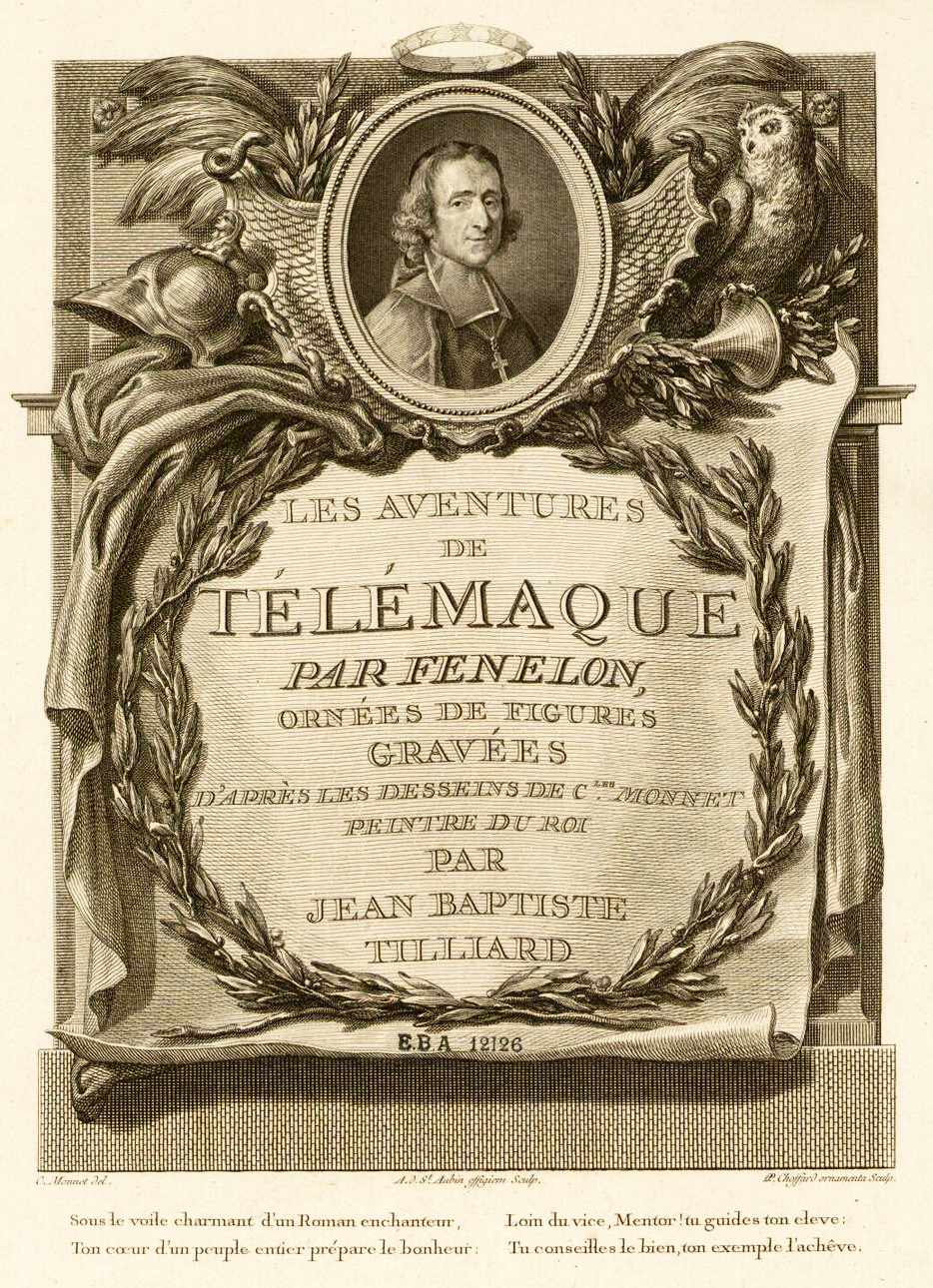
Le avventure di Télémaco di Fénelon decorate con figure incise secondo i disegni di C. Monnet, pittore del re, di Jean Baptiste Tilliard

- Le poetiche cinquecentesche del romanzo in Italia e la loro fortuna nella Francia del Rinascimento e del "Grand Siècle";
- Le poetiche del poema eroico d'oltralpe nel Seicento;
- Romanzo e poetiche del romanzo nel Seicento francese;
- "L'Astrée" di Honoré d'Urfé e la sua fortuna in Italia;
- Il "Télémaque" di Fénelon;
- La dimensione ideologica del romanzo francese ottocentesco;
- Il bovarismo prima di Flaubert;
- La poetica di Marcel Proust;
- L'opera di Marguerite Yourcenar;
- I Romanzi di Jean Giono.

## Opere principali

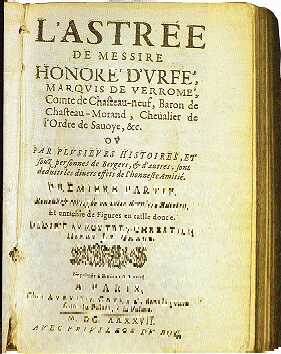
Un'edizione de "L'Astrée" di Honoré d'Urfé, risalente al XVII secolo.

- Stendhal, Flaubert, Proust (Proposte e orientamenti), Milano-Varese, Istituto Editoriale Cisalpino, 1969, 159 p.[3]
- "L’Astrée" di Honoré d’Urfé tra Barocco e Classicismo, Firenze, La Nuova Italia, 100 p.[4]
- Antichità classica e Seicento francese, Roma, Bulzoni, 1987, 124 p.[5]
- Mito, Storia, Scrittura, nell’opera di Marguerite Yourcenar, Milano, Bompiani, 1995, 70 p. ISBN 9788845224683[6]
- Romanzo e poetiche del romanzo nel Seicento francese, Roma, Bulzoni, 2005, 164 p. ISBN 9788878700352[7]
- Épopée et roman dans le Grand Siècle, Paris, Honoré Champion, 2020, 258 p. ISBN 9782745352811 [8]

## Curatele
- DU PLAISIR, La Duchesse d’Estramène, a cura di Giorgetto Giorgi, Roma, Bulzoni, 1978, 207 p.
- SAINT-RÉAL, Don Carlos, Introduzione di Giorgetto Giorgi, a cura di Luciano Carcereri, Venezia, Marsilio, 1997, 186 p. ISBN 9788831766111[9]
- Les poétiques italiennes du “roman”. Simon Fórnari, Jean-Baptiste Giraldi Cinzio, Jean-Baptiste Pigna, traduction, introduction et notes par Giorgetto Giorgi, Paris, Honoré Champion, 2005, 271 p. ISBN 9782745311764[10]
- Les poétiques de l’épopée en France au XVIIe siècle, textes choisis, présentés et annotés par Giorgetto Giorgi, Paris, Honoré Champion, 2016, 578 p. ISBN 9782745330864[11]

## Onorificenze
Cavaliere dell'Ordine delle Palme accademiche